# Челпаново (Атяшевський район)
Челпа́ново (рос. Челпаново, ерз. Целпанова) — село у складі Атяшевського району Мордовії, Росія. Входить до складу Кіржеманського сільського поселення.

## Населення
Населення — 339 осіб (2010; 432 у 2002).
Національний склад (станом на 2002 рік):
- ерзяни — 95 %